# CALT (société de production)
Pour les articles homonymes, voir CALT.

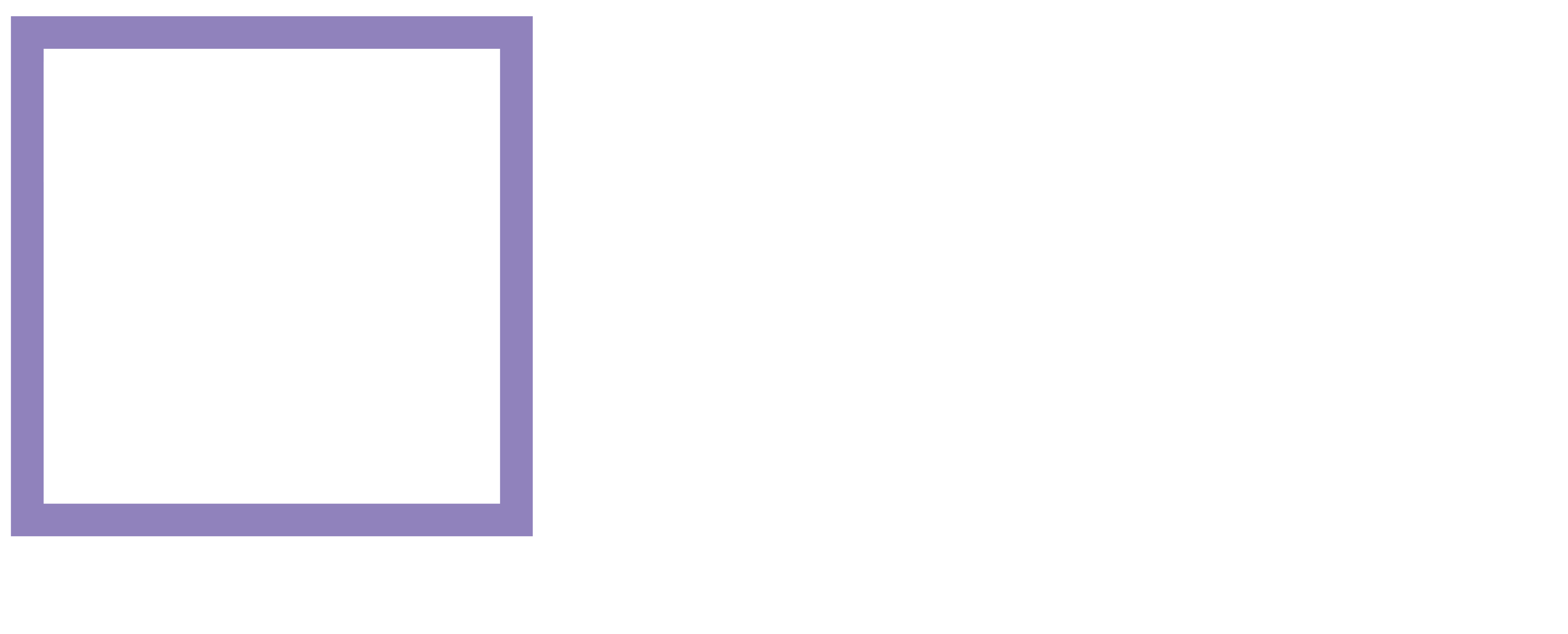
Reproduction du logo actuel CALT Production

CALT Production, ou simplement CALT (acronyme de « C’est À La Télé »), est une filiale de la holding Robin & Co. Elle est spécialisée dans la production audiovisuelle de séries originales, de divertissements, de documentaires et magazines.
La société propose des programmes dans des registres très différents : Le Goût du Noir, Les Limiers, La Pire Semaine de ma vie, La Dernière Echappée, Des Jours Meilleurs et Hero Corp.

## Activité
CALT est la filiale de production télévisuelle de la holding Robin & Co, créée en 1998 par Jean-Yves Robin. Elle vise à développer la production de séries originales, de divertissements et de magazines.
En 2001, elle produit des émissions telles que Le Goût du noir ou Ultime razzia. De 2001 à 2004, elle produit la série au format court Caméra Café[source insuffisante] puis, de 2005 à 2009, elle produit Kaamelott.

## Programmes emblématiques

### Caméra Café
Caméra Café est un format court humoristique de 570 épisodes d'environ 3 minutes ayant pour thème général la vie en entreprise. La série est filmée du point de vue d'une machine à café. Elle également été décliné à travers de nombreux produits dérivés (livres, BD, musique, jeux vidéo…).

### Kaamelott
Kaamelott est une série s’inspirant de la légende arthurienne. Elle apporte une vision décalée de la légende en présentant un roi Arthur, entouré de chevaliers de la Table ronde passablement incompétents, qui peine à être à la hauteur de la tâche que les dieux lui ont confiée. Elle compte plus de quatre cents épisodes de 3 minutes 30 et deux saisons sous un format long et a été vendue dans plusieurs pays. Elle a également été déclinée en BD. En 2021 sort le film Kaamelott : Premier Volet, un succès du box-office français. 

## Controverse
En juin 2013, Alexandre Astier, auteur et réalisateur de Kaamelott, révèle qu'un conflit contractuel et juridique l'oppose à une société de production, sans en préciser la nature mais en précisant que cela l'empêche de commencer le tournage d'une trilogie de films Kaamelott prévue pour le cinéma.
En novembre 2013, l'acteur Bruno Solo, également producteur chez CALT, confirme qu'un conflit juridique oppose Jean-Yves Robin et CALT à Alexandre Astier au sujet de Kaamelott.

## Filmographie
Productions de CALT :
- 2001-2002 : Le Goût du noir sur France 5
- 2001-2004 : Caméra Café sur M6
- 2002 : Ultime razzia sur France 5
- 2003-2004 : Domisiladoré sur France 2
- 2004-2009 : Kaamelott sur M6
- 2007-2016 : Vous les femmes sur Téva
- 2007-2008 : Off Prime sur M6
- 2008 : Mademoiselle sur France 2
- 2008-2009 : Les Bougon sur M6
- 2008-2017: Hero Corp sur Comedie ! puis sur France 4
- 2009 : Paris 16e sur M6
- 2009-2010 : Vertigo  sur Jimmy
- 2010 : Caméra Café 2 sur M6
- 2010 : La Pire Semaine de ma vie
- 2011-2015 : Soda sur M6 et W9
- 2013 : C'est la crise ! sur Comédie+
- 2013 : Ma Meuf sur HD1[4]
- 2013 : Les Limiers sur France 2
- 2014-2016 : Chefs sur France 2
- 2014 : La Dernière Échappée sur France 2
- 2016 : Loin de chez nous sur France 4
- 2018 : Samedi C'est Parodie sur France 2 en coproduction avec Black Dynamite Production
- 2018-2019 : Access sur C8 en coproduction avec Allys Prod
- 2021 : La Dernière partie sur TF1 et Salto
- 2022 : Caméra café, "20 ans déjà" sur M6 et Salto